# Multivac
Multivac es el nombre de una computadora ficticia que aparece en muchos de los cuentos de Isaac Asimov, entre 1955 y 1975. De acuerdo con su autobiografía In Memory Yet Green, Asimov escogió el nombre de Multivac como referencia a UNIVAC, la primera computadora mainframe fabricada en USA. Mientras que inicialmente, Asimov pensó el nombre para referirse a "Multiple vacuum tubes (tubos de vacío múltiples)”, en una de sus últimas historias, "La última pregunta", se lee que el sufijo -ac vendría de "analog computer (computadora analógica)”.
Como la mayoría de la tecnología que Asimov describe en su ficción, las especificaciones de Multivac varían entre sus distintas apariciones. En todos los casos, es una computadora manejada por el gobierno, con el fin de tomar decisiones para desarrollar el país. Se ubica en instalaciones subterráneas a gran profundidad como medida de seguridad; tiene un kilómetro de longitud. A diferencia de las inteligencias artificiales representadas en sus series sobre Robots, la interfaz de Multivac está mecanizada y es impersonal -salvo en el relato "Todos los males del mundo"-, consistiendo en complejas consolas de comandos que solo unos pocos humanos pueden manejar.

## Historia
En el principio de la historia de Multivac, Sufragio Universal, la computadora escoge una sola persona “más representativa” de la población de los Estados Unidos, a quien interroga para determinar la orientación general de la población del país. Después, se llenan todas las oficinas de elección con los candidatos que la computadora considera aceptables por la población. Asimov escribió esta historia como la culminación lógica – y/o posiblemente el reductio ad absurdum –de la habilidad de UNIVAC para predecir los resultados de elecciones para pequeñas muestras.
En la posiblemente más popular historia de Multivac, “La última pregunta”, dos técnicos medianamente ebrios le preguntan si la humanidad puede revertir la entropía. La computadora falla en responder, mostrando el siguiente mensaje de error “DATOS INSUFICIENTES PARA RESPUESTA ESCLARECEDORA”. La historia continúa a través de mucho desarrollo de tecnología computacional, cada una más poderosa y etérea que la última. A cada una de estas computadoras se le hace la misma pregunta, y cada una devuelve la misma respuesta de error, hasta que finalmente el universo muere. En este punto, el sucesor final de Multivac, es decir, el AC Cósmico (que existe totalmente en el hiperespacio), ha recolectado toda la data que ha podido y se hace la pregunta a sí mismo. Finalmente, Multivac descifró la respuesta, anunciando “¡Hágase la luz!” y esencialmente ascendiendo a un estado de Dios en el antiguo testamento. Asimov declaró que esta era la favorita de sus historias.
En Todos los males del mundo, la versión de Multivac revela un problema inesperado. Habiendo tenido el peso de todos los problemas de la humanidad en sus hombros –figurativos– por eras, se ha cansado, y empieza un plan para causar su propia muerte.

## Cuentos de la serieMultivac, de Isaac Asimov
- "Sufragio universal", o "Derecho político", o "Privilegio" ("Franchise") (1955)
- "Question" (1955)
- "Chancero", o "El chistoso" ("Jokester") (1956)
- "Algún día", o "Un día..." ("Someday") (1956), también de la Serie de los robots
- "El pasado muerto" ("The Dead Past") (1956), novela corta
- "La última pregunta" ("The Last Question") (1956)
- "Todos los males del mundo", o "Todos los problemas del mundo", o "Todo el dolor del mundo" ("All the Troubles of the World") (1958)
- "Aniversario" ("Anniversary") (1959), también de la serie Brandon, Shea & Moore #2
- "Mi hijo, el físico" ("My Son, the Physicist", o "My Son, the Physicist!") (1961)
- "La máquina que ganó la guerra" ("The Machine that Won the War") (1961)
- "Factor clave", o "El detalle" ("Key Item", o "The Computer That Went On Strike") (1968)
- "Punto de vista" ("Point of View") (1975), también de la Serie de los robots
- "Vida y obra de Multivac", o "Vida y tiempos de Multivac" ("The Life and Times of Multivac") (1975)
- "¡Piensa!", o "¡Está pensando!" ("Think!") (1977), también de la Serie de los robots
- "Amor verdadero" ("True Love") (1977), también de la Serie de los robots
- "Se está acercando" ("It Is Coming") (1979)
- "Potencial" ("Potential") (1983)
- "Alucinación" ("Hallucination") (1985), novela corta